# 2023年白宫可卡因事件
2023年7月，美国特勤局在白宫内发现一个小塑膠袋，里面装有不到一克的可卡因粉末，起初发现时导致了白宫紧急疏散。而发现可卡因时，总统乔·拜登和他的家人身处位于马里兰州的戴维营。特勤局开始调查这袋可卡因如何进入白宫。调查没有得出法医学证据，特勤局无法将可能留下可卡因的工作人员或访客人数缩小到500人范围以内；而11天后该调查结束。

## 调查

### 发现
在对白宫进行例行巡逻时，特勤局特工们在一个透明的小塑料袋中发现了可卡因粉末。
晚上8点45分，按照防御措施的要求，白宫的建筑群被关闭、工作人员疏散，同时华盛顿联邦紧急医疗服务中心对发现的粉末进行测试，现场分析确定其为可卡因。 
可卡因是在西翼靠近西行政街大厅的一个人流密集的、可供旅游团进入的前厅发现的。该毒品是在前厅的一个小隔间中被发现的，而前厅则位于门厅和下层大厅之间的入口区域。游客在进入西翼之前可以使用这些小隔间来存放手机。 

### 调查
美国国家生物防御分析与对策中心检测发现，这些被发现的粉末为可卡因；其生物威胁检测结果呈阴性。联邦调查局实验室还进行了多种化学和法医测试。既没有提取到指纹，也没有发现留有的DNA 样本。两名高级执法官员告诉哥伦比亚广播公司，联邦调查局分析发现了207.6 毫克（0.007 盎司）的可卡因。
特勤局调阅了访客日志和监控摄像头捕获的录像，但无法识别嫌疑人或任何线索。虽然摄像头覆盖了大部分区域，但是没有直接瞄准发现毒品的小隔间。 许多人经过了发现可卡因的地方，包括游客、访客、工作人员、设施运营人员和军事人员。在这个袋子被发现之前的周末，有数百人曾经过这里。 调查人员认为，可卡因很可能是游客留下的。 发现毒品的当天以及前两天都有参观活动。 

## 反应

### 白宫
乔·拜登总统还表示，特勤局确定可卡因是如何留在白宫的“极其重要”。
国家安全顾问杰克·沙利文告诉记者，白宫战情室已经施工了几个月，进出该室的只有建筑工人。

### 共和党人
许多共和党人、保守派媒体利用可卡因的发现来影射总统的儿子亨特·拜登，他正在从毒瘾中恢复过来。。 没有证据表明亨特·拜登或乔·拜登与可卡因有关，而且在发现这种毒品的周末，总统和他的家人正在戴维营。  
前总统唐纳德·特朗普在其社交媒体网站“Truth Social”上发帖，毫无根据地声称可卡因是“供……亨特·拜登和乔·拜登使用的”。他声称“假新闻媒体”会淡化这一事件，声称该物质实际上是阿司匹林。在其他帖子中，特朗普建议处决亨特·拜登，并攻击了曾领导调查特朗普的检察官杰克·史密斯，他写道：“精神错乱的杰克·史密斯，这个疯狂的、厌恶特朗普的特别检察官，被发现出现在了可卡因被发现的地方？在我看来他就像个疯子！”。2024 年共和党总统提名候选人、佛罗里达州州长罗恩·德桑蒂斯 (Ron DeSantis) 就这一发现嘲讽拜登政府，他说：“我一直相信，我想我们很多人都相信拜登政府一直在向很多人大肆宣扬这一点。但我猜这比我想象的要字面一点”。
特朗普前白宫新闻秘书凱萊·麥肯阿尼表示：“对于已于周五离开的亨特·拜登来说，他当时身处戴维营，这是不可能的留下可卡因的，很难想象可卡因可以未被发现而停留72小时，所以我目前排除他的可能性。”
白宫新闻秘书卡琳·让-皮埃尔在新闻发布会上表示，共和党人对拜登家族指控“极其不负责任”。卡琳·让-皮埃尔不断强调可卡因被发现在白宫中人流密集的区域并且拜登一家当时就在戴维营。 
共和党参议员汤姆·科顿7月5日写信给特勤局局长金伯利·切特尔（Kimberly Cheatle），询问可卡因在哪里被发现、毒品被发现的频率以及一旦确定嫌疑人身份，特勤局是否会实施逮捕等。科顿还询问白宫是否安全，如果不安全，纠正安全缺陷的计划是什么，以及 K-9 检查的统计数据、安全审计的详细信息以及未接受全面安全检查的人员名单。 众议院监督委员会共和党主席詹姆斯·科默致信查切特尔，请求通报情况。